# Andrei Enescu
Andrei Enescu (Drobeta-Turnu Severin, 12 ottobre 1987) è un calciatore rumeno, centrocampista dell'Avântul Reghin.